# Lo fiolairé
Lo Fïolairé (in italiano: La filatrice) è una canto tradizionale occitano, composto da un autore anonimo in dialetto alvernese.

## Storia e contenuto
Il brano fu recuperato dal compositore Joseph Canteloube fra il 1923-1930 ed inserito nella raccolta Chants d'Auvergne (Canzoni dall'Alvernia), dove lo trascrisse con arrangiamento per soprano e orchestra.
Nel 1964 Luciano Berio trascrisse il brano a sua volta, con un arrangiamento per voce (mezzosoprano), flauto, clarinetto, arpa, percussioni, viola e violoncello.
Il brano musicale fu incluso nella raccolta dei Folk Songs e fu registrato dalla moglie Cathy Berberian.
Si tratta di una canso, componimento poetico, composta da dodici versi (quattro terzine,  le rime sono identiche in tutte le strofe; inoltre vi è la rima estamp, che si ritrova allo stesso posto di strofa in strofa (coblas unisonans).
È la storia di una pastorella che ricorda che, quand'era molto giovane, mentre badava al gregge, aveva anche un bastoncino per filare ed aveva chiamato un pastorello per aiutarla, ma lui in cambio gli aveva chiesto un bacio e lei, che non era un'ingrata, gliene diede due.

## Altre versioni
- Arleen Auger
- Sara Macliver
- Netania Davrath
- Sarah Davis
- Albena Kechlibareva
- Orna Arania
- Dawn Upshaw
- Véronique Gens